# Howard Berman
Howard Lawrence Berman (Los Angeles, 15 aprile 1941) è un politico statunitense, membro della Camera dei Rappresentanti per lo stato della California dal 1983 al 2013.

## Biografia
Nato in una famiglia ebrea, dopo gli studi in legge Berman trovò lavoro come avvocato e fu volontario dell'AmeriCorps VISTA.
Entrato in politica con il Partito Democratico, nel 1972 venne eletto all'interno della legislatura statale della California, dove rimase per dieci anni.
Nel 1982 si candidò alla Camera dei Rappresentanti e riuscì ad essere eletto deputato. Da allora venne riconfermato per altri quattordici mandati finché nel 2012, in seguito alla ridefinizione dei distretti congressuali, si trovò a dover competere nelle primarie contro un altro deputato in carica, Brad Sherman. La campagna elettorale fu molto combattuta, ma alla fine Berman venne sconfitto da Sherman e dovette lasciare il Congresso dopo trent'anni di permanenza.